# آفتاب‌پرست گرمساری
آفتاب‌پرست گرمساری (نام علمی: Heliotropium esfandiarii) نام یک گونه از سردهٔ آفتاب‌پرست است. سردهٔ آفتاب‌پرست در ایران ۴۷ گونهٔ علفی یک ساله و چند ساله دارد که در سراسر ایران پراکنده‌اند. آفتاب‌پرست گرمساری یکی از ۴۷ گونهٔ موجود در ایران است.